# 蔡伟 (1971年)
蔡伟（1971年3月—），男，浙江诸暨人，中华人民共和国政治人物、外交官，曾任中华人民共和国驻休斯敦总领事和外交部拉丁美洲和加勒比司司长，现任外交部北美大洋洲司司长。

## 生平
1997年，进入中华人民共和国外交部工作，先后在外交部机关党委、驻加拿大大使馆、外交部北美大洋洲司、外交部拉丁美洲和加勒比司任职。2009年，任外交部拉丁美洲和加勒比司参赞。2011年，改任外交部北美大洋洲司参赞，后升任副司长。2014年，任驻澳大利亚大使馆公使。2019年8月，出任中华人民共和国驻休斯敦总领事。2020年7月，美国政府要求中国关闭驻休斯敦总领事馆。2021年，任外交部拉丁美洲和加勒比司司长。2024年9月，调任外交部北美大洋洲司司长。
2010年，海地发生大地震，中国向海地派遣救援队和医疗队，蔡伟任外交部工作组组长。

## 家庭
已婚。